# История литературы
История литературы — историческое развитие литературных трудов в прозе или поэзии, которое было призвано обеспечить развлечение, просвещение или инструкцию читателю/слушателю/наблюдателю, а также развитие литературных методов, используемых в этих трудах.
История литературы началась в бронзовом веке с изобретения письменности в Месопотамии и Древнем Египте (рубеж четвертого и третьего тысячелетий до н. э.). Однако первые известные литературные произведения датируются XXVII—XXVI вв до н. э.